# Доброши, Арта
Арта Доброши (англ. Arta Dobroshi; род. 2 октября 1979, Приштина, СР Сербия, Югославия) — косовско-албанская актриса.

## Биография
Арта Доброши родилась 2 октября 1980 года в Приштине. Параллельно с учёбой в начальной школе она занималась на драматических курсах. В 15 лет по программе студенческого обмена посетила США. В 17 лет вернулась на родину, где в течение последующих 4 лет изучала актёрское мастерство в Академии художеств. Периодически играет в театре.
Во время военных действий в Косово, Арта находилась в Республике Македонии, где помогала создать лагерь беженцев для Международного медицинского корпуса. В 2000 году работала переводчиком в НАТО.
Дебютировала в кино в 2005 году. Стала известна в 2008 году благодаря роли в фильме «Молчание Лорны».

## Фильмография
| Год  |     | Русское название     | Оригинальное название        | Роль     |
| ---- | --- | -------------------- | ---------------------------- | -------- |
| 2005 | ф   | Магический глаз      | Syri magjik                  | Виола    |
| 2008 | ф   | Горе пани Шнайдровой | Smutek paní Snajdrové        | Эмма     |
| 2008 | ф   | Молчание Лорны       | Le silence de Lorna          | Лорна    |
| 2010 | кор | Дитя                 | Baby                         | Сара     |
| 2011 | ф   | Поздние цветы        | Late Bloomers                | Майя     |
| 2012 | ф   | Три мира             | Trois mondes                 | Вера     |
| 2014 | кор | Осторожно, осторожно | Gently, Gently               | Анна     |
| 2015 | кор |                      | Atis                         | мать     |
| 2016 | кор |                      | Massive Attack: Come Near Me | камео    |
| 2018 | ф   | Заблудшие            | Stray                        | Грейс    |
| 2019 | ф   | Дрита                | Drita                        | Дрита    |
| 2020 | с   | Банды Лондона        | Gangs of London              | Флориана |

## Награды и номинации
| Год  | Награда                                 | Категория           | Работа         | Результат |
| ---- | --------------------------------------- | ------------------- | -------------- | --------- |
| 2008 | Премия Европейской киноакадемии         | Лучшая женская роль | Молчание Лорны | Номинация |
| 2010 | Toronto Film Critics Association Awards | Лучшая женская роль | Молчание Лорны | Номинация |
| 2011 | 24fps International Short Film Festival | Лучшая актриса      | Дитя           | Победа    |
| 2013 | Берлинский кинофестиваль                | EFP Shooting Star   |                | Победа    |